# IC 2608
IC 2608 је спирална галаксија у сазвјежђу Мали лав која се налази на листи објеката дубоког неба у Индекс каталогу.
Деклинација објекта је + 32° 46' 8" а ректасцензија 10h 50m 15,4s. Привидна величина (магнитуда) објекта IC 2608 износи 14,8 а фотографска магнитуда 15,6. IC 2608 је још познат и под ознакама CGCG 184-22, KUG 1047+330, PGC 32464.